# Larové

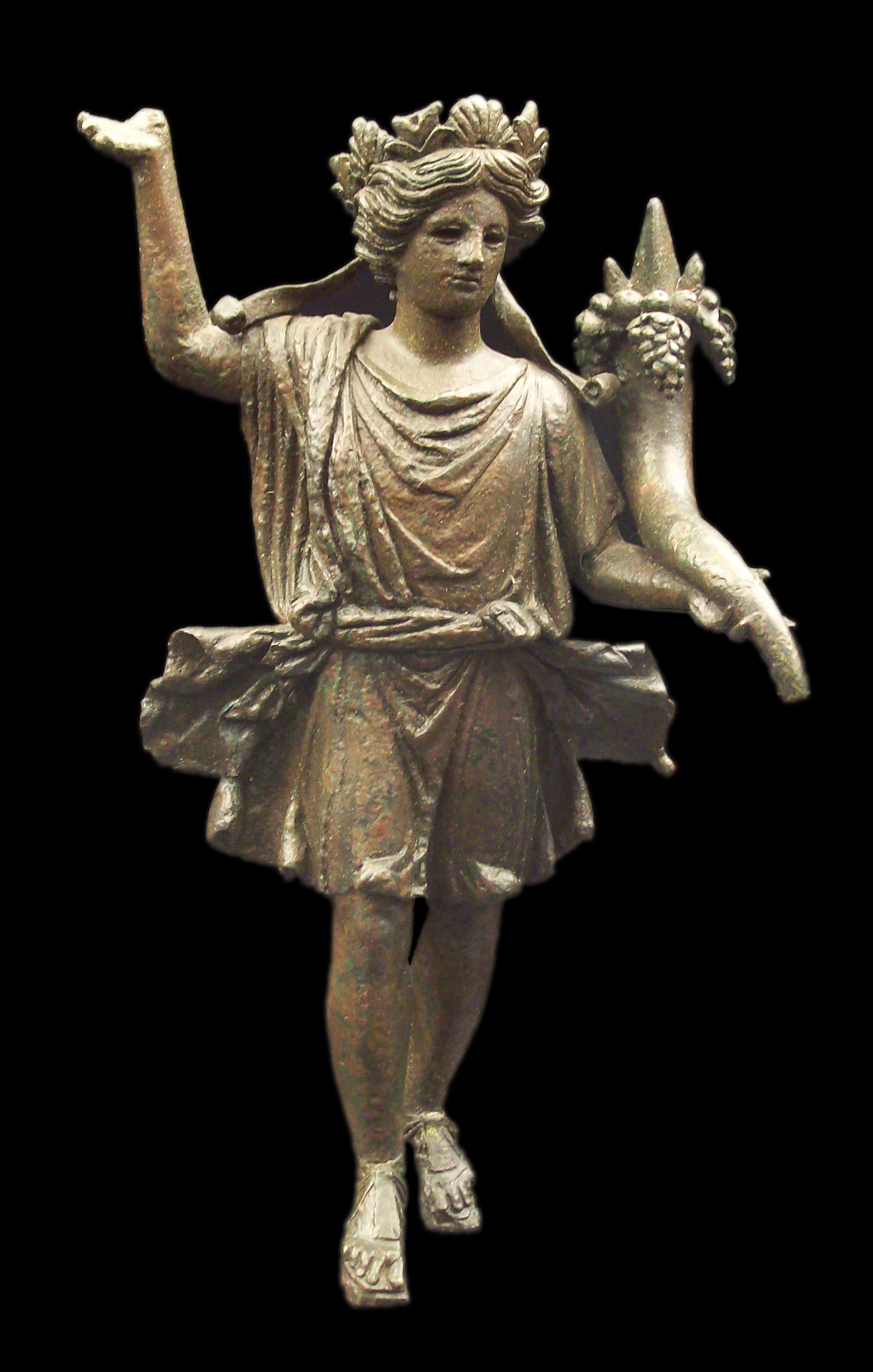
Bronzová soška lara držícího roh hojnosti, první polovina 1. století, Axatiana (dnešní Lora del Río ve Španělsku), Národní archeologické muzeum v Madridu

Larové (latinsky larēs) jsou římská ochranná božstva střežící různá místa, především obytné domy. Podobají se jim penáti, kteří chránili určitou rodinu, s nimiž byli často spojováni či ztotožňováni. Jedná se pravděpodobně o dobrotivé duchy zemřelých, o kterých Římané věřili, že se po smrti vracejí na místa, kde žili, a dohlížejí na správný chod věcí ve svém bývalém domově. Víra v ně pravděpodobně souvisí s pohřbíváním v domech. Proto na rozdíl od penátů zůstávají na svém místě i v případě přestěhování rodiny. Jsou velmi často zobrazováni na malbách, reliéfech nebo v podobě sošek a jejich uctívání přetrvalo nejdéle ze všech římských kultů.
Lidská obydlí chránili podle římského názoru lares familiarie, „larové rodiny“, a lares domestici, „larové domácnosti“, jejichž sošky byly umístěny ve skříni zvané lararium v blízkosti krbu. Byli uctíváni při mnoha příležitostech a různých rodinných událostech a obětovalo se jim víno, koláčky a kadidlo, při významnějších příležitostech také tele, jehně nebo sele. Na rozdíl od penátů, kteří chránili pána domu a jeho nejbližší rodinu, střežili larové všechny členy domácnosti, například tedy i služebníky a otroky.
Kromě domácích larů byli známi také lares compilates, „larové křižovatek“, lares viales chránící pocestné, lares urbani ochránci měst, lares hostilii odvracející nepřítele nebo lares rustici, „venkovští larové“. Své ochránce lares praestites měl také celý římský stát a některé významné rody – lares gentium.